# Occidozyga
Occidozyga är ett släkte av groddjur. Occidozyga ingår i familjen Dicroglossidae.
Arter enligt Catalogue of Life:
- Occidozyga baluensis
- Occidozyga borealis
- Occidozyga celebensis
- Occidozyga diminutiva
- Occidozyga floresiana
- Occidozyga laevis
- Occidozyga lima
- Occidozyga magnapustulosa
- Occidozyga martensii
- Occidozyga semipalmata
- Occidozyga sumatrana
- Occidozyga vittata